# Copa Simón Bolívar 1971
La Copa Simón Bolívar 1971 fue un torneo accidentado que empezó en 1971 y concluyó en 1973 por problemas dentro de la Federación Venezolana de Fútbol. Debido a problemas con la Liga Mayor, la FVF le prohibió al Deportivo Galicia viajar a Colombia para disputar la final ante Atlético Nacional, por lo que el certamen quedó en suspenso, hasta que en 1973 se resolvió el torneo.
Deportivo Galicia y Unión Deportiva Canarias, por Venezuela; y Atlético Nacional y Deportivo Cali, por Colombia, definieron los cupos para la final de la edición 1971 de la Copa Simón Bolívar. Sin embargo, el Aragua Fútbol Club (tercero en la clasificación general del torneo venezolano de 1971) era el indicado para intervenir en el certamen, pero al final no pudo. Así lo explicó el periodista Felo Jiménez para El Nacional: 

"La Federación Venezolana de Fútbol sostenía que el indicado a jugar contra Deportivo Galicia era Aragua FC, por derecho adquirido, mientras que la Liga Mayor de Fútbol señalaba que era Unión Deportiva Canarias el que debía jugar, ya que al ser desafiliado Deportivo Italia, entonces Aragua FC quedaba en condiciones de sustituirlo en la Copa Libertadores. Después de la deliberación (en el estadio Olímpico de la UCV, donde estaban reunidos los tres equipos), salió al campo el Canarias. Olivares Sosa, presidente de la FVF, explicó que el Aragua FC renunciaba a participar en la Simón Bolívar, por lo que se autorizó al Canarias para reemplazarlo. O sea, que Aragua se quedó sin el chivo y sin el mecate, como se dice en criollo".
El Nacional, 30.09.1971

## Equipos participantes
| País              | Equipo                                     | Vía de clasificación                                                              |
| ----------------- | ------------------------------------------ | --------------------------------------------------------------------------------- |
| Colombia 2 cupos  | Deportivo Cali Atlético Nacional           | Campeón del Apertura 1971. Subcampeón del Apertura 1971.                          |
| Venezuela 2 cupos | Deportivo Galicia Unión Deportiva Canarias | 4º primera fase de Primera División 1971 5º primera fase de Primera División 1971 |

## Partidos

### Zona Venezolana
| Fecha            | Lugar   | Local             | Resultado | Visitante         |
| ---------------- | ------- | ----------------- | --------- | ----------------- |
| 28 de septiembre | Caracas | Deportivo Galicia | 2–1       | Canarias          |
| 4 de octubre     | Caracas | Canarias          | 0–1       | Deportivo Galicia |

### Zona Colombiana
| Fecha            | Lugar    | Local             | Resultado | Visitante         |
| ---------------- | -------- | ----------------- | --------- | ----------------- |
| 28 de septiembre | Medellín | Atlético Nacional | 2–1       | Deportivo Cali    |
| 15 de octubre    | Cali     | Deportivo Cali    | 1–1       | Atlético Nacional |

### Final
| Fecha                  | Lugar    | Local             | Resultado    | Visitante         |
| ---------------------- | -------- | ----------------- | ------------ | ----------------- |
| 4 de noviembre de 1971 | Caracas  | Deportivo Galicia | 0–1          | Atlético Nacional |
| 17 de mayo de 1972     | Medellín | Atlético Nacional | 0–1          | Deportivo Galicia |
| Desempate              |          |                   |              |                   |
| 8 de junio de 1973     | Caracas  | Deportivo Galicia | 2–2 (3-2 p.) | Atlético Nacional |

| Bandera de Venezuela        |
| Campeón                     |
| Deportivo Galicia 1° título |